# Heptaulacus testudinarius
Heptaulacus testudinarius é uma espécie de insetos coleópteros polífagos pertencente à família Aphodiidae.
A autoridade científica da espécie é Fabricius, tendo sido descrita no ano de 1775.
Trata-se de uma espécie presente no território português.